# Znàmianka (Krasnoperekopsk)
|  | Per a altres significats, vegeu «Znàmenka». |

Znàmianka (en ucraïnès: Знам'янка, rus: Знаменка, Znàmenka) és un poble de la República Autònoma de Crimea a Ucraïna, que el 2014 tenia 3 habitants. Pertany al districte rural de Krasnoperekopsk.